# Balacra humphreyi
Balacra humphreyi är en fjärilsart som beskrevs av Rothschild 1912. Balacra humphreyi ingår i släktet Balacra och familjen björnspinnare. Inga underarter finns listade i Catalogue of Life.